# Bataille d'Andéramboukane (2022)
Pour les articles homonymes, voir Bataille d'Andéramboukane.
Pour un article plus général, voir Offensives de Ménaka.
Guerre du Mali
Batailles
La bataille d'Andéramboukane a lieu le 4 et le 5 juin 2022 pendant l'Offensive de Ménaka, au cours de la guerre du Mali. Elle s'achève par la victoire de l'État islamique dans le Grand Sahara qui repousse une attaque des miliciens touaregs du MSA et du GATIA visant à reprendre la ville d'Andéramboukane.

## Contexte
En mars 2022, l'État islamique dans le Grand Sahara (EIGS) lance une grande offensive au nord-est du Mali, dans la région de Ménaka, tenue par les miliciens touaregs du Mouvement pour le salut de l'Azawad (MSA) et du Groupe autodéfense touareg Imghad et alliés (GATIA). Lors de leurs attaques, les djihadistes de l'EIGS, majoritairement issus de la communauté peule, commettent des massacres contre les Touaregs. En un mois, 300 à 500 civils sont massacrés.
Andéramboukane est prise par les djihadistes le 12 mars,. Sa population prend la fuite et Andéramboukane, auparavant peuplée de 20 000 habitants, devient une ville fantôme,.
En mai, l'État islamique contrôle toujours plusieurs localités aux abords de la frontière avec le Niger : Andéramboukane, Infoukaretane, Tadjalalt, Ichinanane et Tamalat. Fin mai, les djihadistes repassent à l'offensive et attaquent Aghazraghen Igadou, Emis-Emis et Inekar, à l'est de Ménaka,,. La tentative échoue et les assaillants se replient sur Inarabane. Les Touaregs du MSA et GATIA décident alors de lancer une offensive sur Andéramboukane.

## Forces en présence
L'armée malienne, inactive pendant trois mois dans la région, engage le GTIA 8, constitué principalement de Touaregs et commandé par le général du GATIA, El Hadj Ag Gamou,,. Mais de fait, le GTIA 8 a un statut très particulier car il est composé de membres du GATIA, liés à Ag Gamou, et l'armée malienne ne fait aucune communication sur l'opération.

## Déroulement
Le 4 juin, les Touaregs du MSA et du GATIA lancent l'opération et s'emparent sans combattre d'Anderamboukane,. Cependant, selon le journaliste Wassim Nasr, les djihadistes avaient été informés de l'imminence de l'attaque et laissent les Touaregs entrer dans la ville.
Le lendemain matin, les djihadistes simulent une contre-attaque contre la ville d'Andéramboukane. Les Touaregs sortent de la ville et se lancent à leur poursuite avec 40 pick-up, mais ils tombent dans une embuscade à Tadjalalt, à environ 30 à 40 de kilomètres à l'ouest d'Andéramboukane,,. Les Touaregs subissent de lourdes pertes et battent en retraite vers Ménaka,. L'État islamique reprend l'avantage et après plusieurs heures de combats, les djihadistes reprennent le contrôle de la ville.

## Pertes
Le bilan des combats n'est pas connu est fait l'objet d'estimations diverses. RFI indique qu'« aucun bilan fiable et recoupé n’est disponible, mais les différentes sources militaires et sécuritaires parlent de plusieurs dizaines de morts et de disparus des deux côtés ».
Fahad Ag Almahmoud, le secrétaire-général du GATIA, affirme qu'une vingtaine de combattants « amis » ont été tués, contre une centaine chez les djihadistes.
Le 9 juin, Moussa Ag Acharatoumane, le chef du MSA, affirme que 70 djihadistes ont été tués lors de l'opération.
Moussa Ag Acharatoumane et El Hadj Ag Gamou démentent également des rumeurs qui les annonçaient blessés au combat,. Sidi Ghaly, le responsable militaire de l'opération, est en revanche touché.
Libération indique que l'un des membres de l'État islamique fait état de « 67 tués parmi les forces coalisées, 8 motos et 17 véhicules récupérés ».
Le 21 juin, l'État islamique publie les photos de 46 dépouilles de combattants du MSA et GATIA, tués lors de l'embuscade d'Andéramboukane ainsi que de nombreuses prises de guerre.